# Amphinemertes caeca
Amphinemertes caeca är en djurart som tillhör fylumet slemmaskar, och som först beskrevs av Ernest F. Coe 1901.  Amphinemertes caeca ingår i släktet Amphinemertes och familjen Tetrastemmatidae. Inga underarter finns listade i Catalogue of Life.